# Brute force-támadás

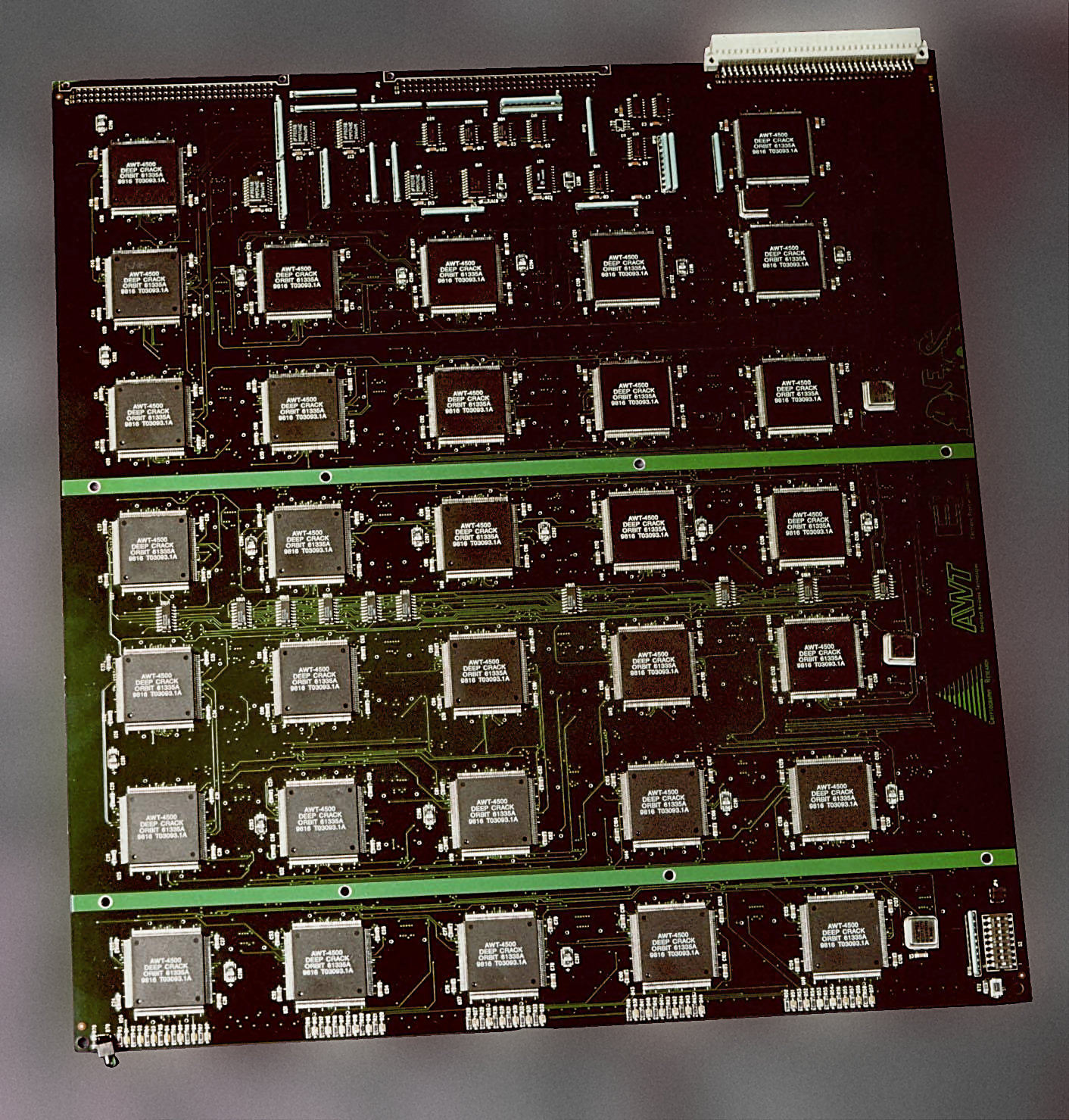
Az EFF cég DES feltörésre specializált célhardvere.
Ára: 250000$

A brute force-támadás (szó szerint angol nyelven: „nyers erő”), más néven a teljes kipróbálás módszere, egy, a titkosító rendszerekkel szemben alkalmazott támadási mód, ami elvileg mindig eredményes.

## Működése
Működésének lényege, hogy a rejtjelező rendszer ismeretében az összes lehetséges kulcsot kipróbálva határozza meg az alkalmazott kulcsot. Eredményességét csak a műszaki (informatikai) háttér és a rendelkezésre álló idő határozza meg. Gyors és nagy kapacitású hardverre (célhardverre) van szükség. A törési idő függ a lehetséges kulcsok számától, azaz a kulcs méretétől (hosszától) és bonyolultságától (választható karakterek száma). Nehézséget okoz, hogy a kipróbált kulcsról eldöntsük jó-e vagy rossz.
Lehetséges kulcsok száma = (karakterek száma)kulcs hossza

## Védekezés
A kulcs gyakori cseréjével a támadót folyamatos kulcskeresésre kényszeríthetjük.
Vagy könnyen készíthetünk olyan kulcsot, amely feltörése akár több évet is igénybe vesz, még ha a föld összes személyi számítógépe annak feltörésén dolgozna. Az ilyen titkosítást gyakorlatilag feltörhetetlennek hívjuk.

### Példa
Egy 128 bites kulcs esetén 2128 kulcs lehetséges.
Ez hatalmas szám: 340 282 366 920 938 463 463 374 607 431 768 211 456.
Ha lenne egy eszköz ami le tudna ellenőrizni 1 trillió (1018) kulcsot 1 másodperc alatt, annak a gépnek is 10 billió (1013) évig tartana kipróbálni az összes kulcsot. Ez több mint az univerzum kora ami körülbelül 13,8 milliárd (1,38x1010) év.

## Néhány fogalom
- Átlagos törési idő: a lehetséges kulcsok felének kipróbálása.
- Gyakorlatilag feltörhetetlen: ha irreális nagy számítógép kapacitás birtokában törhető fel
- Elméletileg feltörhetetlen: ha tetszőlegesen nagy számítógép kapacitás birtokában sem törhető

## Fordítás
- Ez a szócikk részben vagy egészben  a   Brute force attack című angol Wikipédia-szócikk ezen változatának fordításán alapul.  Az eredeti cikk szerkesztőit annak laptörténete sorolja fel. Ez a jelzés csupán a megfogalmazás eredetét és a szerzői jogokat jelzi, nem szolgál a cikkben szereplő információk forrásmegjelöléseként.

## Lásd még
- Informatikai biztonság